# Cyphophthalmi
Die Cyphophthalmi sind eine der vier rezenten Unterordnungen der Weberknechte. Die fast immer sehr kleinen, im Habitus den Milben (vor allem den Opilioacaridae) ähnlichen Tiere sind bodenlebend, sie werden in der Streuschicht von Wäldern, in Bodenspalten und als Höhlentiere gefunden, fast alle selten. Die Cyphophthalmi sind weltweit auf allen Kontinenten (außer Antarktika) nachgewiesen. Es sind etwas weniger als 200 Arten bekannt (Stand: 2013).

## Beschreibung

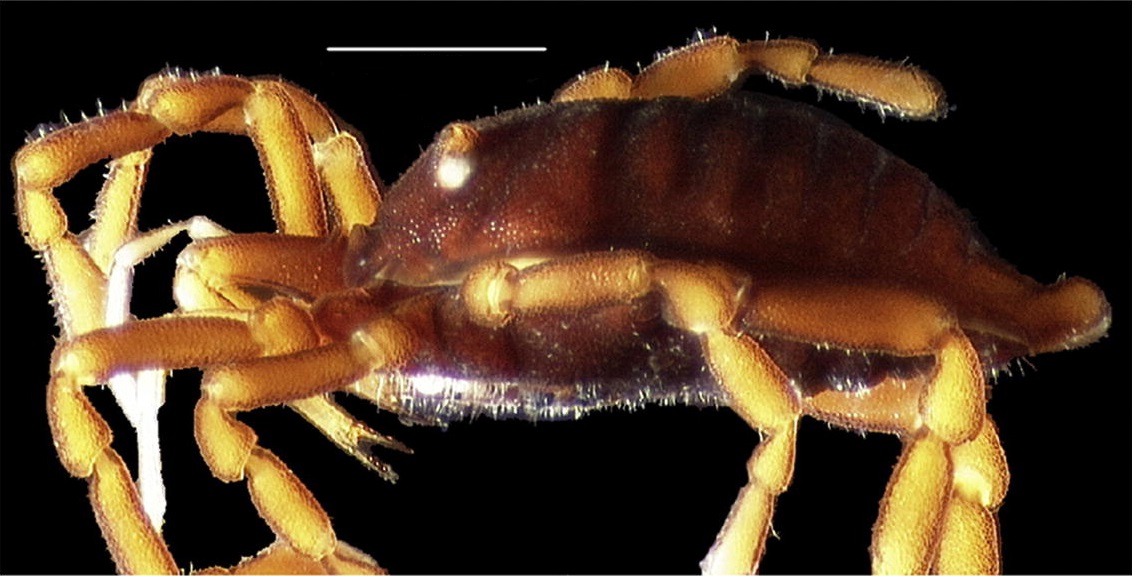
Pettalus

Cyphophthalmi sind im Habitus gedrungene, eiförmige Tiere mit relativ kurzen Beinen. Die Oberseite des Körpers wird überwiegend von einem einheitlichen, ungegliederten Schild bedeckt, bei den Weberknechten Scutum completum genannt. Dieser bedeckt den Vorderkörper (Prosoma) und die ersten acht Segmente des Hinterleibs (Opisthosoma), die letzten beiden tragen freie Tergite. Zwischen Prosoma und Opisthosoma und zwischen den verschmolzenen Tergiten des Opisthosoma ist jeweils eine nahtartige Furche sichtbar. Die beiden freien Tergite sind untergeschlagen und bei Betrachtung von oben nicht sichtbar. Auf der Bauchseite ist das Sternum des Prosoma reduziert, auf dem Opisthosoma sind sieben freie Sternite plus ein Analdeckel (aus mehreren verschmolzenen Elementen) sichtbar. Im Gegensatz zu allen anderen Weberknechten fehlt ein Genitaldeckel (Operculum genitale), die Genitalöffnung ist frei sichtbar. Die meisten Cyphophthalmi sind augenlos und blind. Bei wenigen Arten sind funktionale Augen nachgewiesen, diese sitzen dann, anders als bei den anderen Weberknechten, nicht in der Mitte des Prosoma auf einem Augenhügel, sondern weit voneinander getrennt nahe dem Rand des Prosoma. Oben auf dem Scutum sind stattdessen zwei konische Hügel ausgebildet, die die Öffnungen der Stinkdrüsen tragen.
Die Cheliceren sind länger als bei den meisten Palpatores, aber nicht markant verlängert, sie werden in Ruhe nach vorn gestreckt, das zweite Glied nach unten umgeschlagen. Die Chelae tragen eine Zahnreihe. Die Pedipalpen sind lang und schlank, ohne besondere Bildungen, mit einer kleinen stiftförmigen Klaue an der Spitze. Von den vier Laufbeinpaaren ist, anders als bei den anderen Weberknechten (Phalangida), das erste Paar am längsten. Sie sind insgesamt nur von mäßiger Länge, höchstens körperlang. Die Hüften (Coxae) des dritten und vierten Beinpaars, oder bei anderen Gruppen diejenigen der letzten drei Beinpaare, sind miteinander und mit dem Opisthosoma unbeweglich verwachsen. Der Tarsus ist stets nur eingliedrig, mit einer großen, beweglichen Klaue.
Anders als bei allen anderen Weberknechten wird bei den Cyphophthalmi bei der Begattung eine Spermatophore übertragen. Die genauen Vorgänge bei der Begattung sind noch nicht beschrieben worden. Die Spermien besitzen noch eine, rudimentäre, Geißel. Der Penis ist kompliziert gebaut, mit kurzem Stamm und einem oder zwei Paaren beweglicher Greifzangen. Der Ovipositor ist ausstreckbar. Ausgestreckt ist er von ungewöhnlicher Länge, zwei- bis dreifach körperlang. Er ist aufgebaut aus gelenkig miteinander verbundenen Ringen, jeweils mit einer Borstenreihe.

## Phylogenie, Taxonomie, Systematik
Die Cyphophthalmi bilden den basalsten Abzweig der rezenten Weberknechte, mit allen drei verbleibenden Unterordnungen (zusammen Phalangida genannt) als gemeinsamer Schwestergruppe. Die Familie kann bis ins Erdzeitalter des Karbon zurückverfolgt werden.
Das folgende System basiert auf dem Katalog durch Gonzalo Giribet 2000. Die darin enthaltenen Teilordnungen und Überfamilien erwiesen sich überwiegend als nicht monophyletisch und werden hier nicht berücksichtigt. Basalste Familie, mit allen anderen gemeinsam als Schwestergruppe, sind die Pettalidae. Da zahlreiche unbeschriebene Arten bekannt sind und laufend neue Arten beschrieben werden, ist die Aufstellung unvollständig. Der Stand entspricht dem Katalog von 2000, mit einzelnen Nachträgen.
Unterordnung Cyphophthalmi Simon, 1879
- Familie Troglosironidae Shear, 1993
  - Gattung Troglosiro Juberthie, 1979. 6 Arten (Neukaledonien)
- Familie Sironidae Simon, 1879 (syn. Cyphophthalmidae Joseph, 1869)
  - Gattung Cyphophthalmus Joseph, 1868 (lange als synonym von Siro aufgefasst)[10]. 18 Arten (Südosteuropa, Kleinasien)
  - Gattung Fangensis Rambla, 1994 mit der einzigen Art Fangensis leclerci Rambla, 1994 (Thailand)
  - Gattung Iberosiro de Bivort & Giribet, 2004. 5 Arten[11] (Spanien und Portugal)
  - Gattung Metasiro Juberthie, 1960 mit der einzigen Art Metasiro americanus (Davis, 1933) (Nordamerika)
  - Gattung Odontosiro Juberthie, 1961 mit der einzigen Art Odontosiro lusitanicus Juberthie, 1961 (Spanien und Portugal)
  - Gattung Paramiopsalis Juberthie, 1962. 3 Arten[11] (Spanien und Portugal)
  - Gattung Siro Latreille, 1796. 7 Arten.[10] (Nordamerika, Süd- und Osteuropa, bis Österreich)
  - Gattung Suzukielus Juberthie, 1970 mit der einzigen Art Suzukielus sauteri (Roewer, 1916) (Japan)
  - Gattung Tranteeva Kratochvíl, 1958 mit der einzigen Art Tranteeva paradoxa (Kratochvíl, 1958) (höhlenlebend, in Bulgarien)
- Familie Parasironidae Karaman, Mitov & Snegovaya, 2024[12]
  - Gattung Parasiro Hansen and Sørensen, 1904 mit der einzigen Art Parasiro corsicus (Simon, 1872). (Frankreich: Korsika)
  - Gattung Ebrosiro Karaman, Mitov & Snegovaya, 2024  mit der einzigen Art Ebrosiro coiffaiti (Juberthie, 1956) (Spanien und Frankreich)
  - Gattung Tirrenosiro Karaman, Mitov & Snegovaya, 2024 2 Arten (Italien mit Sardinien, Korsika)
  - Gattung Cimmerosiro Karaman, Mitov & Snegovaya, 2024 3 Arten (Georgien, Türkei, Griechenland)
- Familie Pettalidae Shear, 1980
  - Gattung Austropurcellia Juberthie, 1988 mit der einzigen Art Austropurcellia scoparia Juberthie, 1988 (Queensland., Australien)
  - Gattung Chileogovea Roewer, 1961 2 Arten (Chile)
  - Gattung Manangotria Shear and Gruber, 1996 mit der einzigen Art Manangotria taolanaro Shear and Gruber, 1996 (Madagaskar)
  - Gattung Neopurcellia Forster, 1948. 4 Arten (Neuseeland, Australien)
  - Gattung Parapurcellia Rosas Costa, 1950. 4 Arten (Südafrika)
  - Gattung Pettalus Thorell, 1876. 2 Arten (Sri Lanka)
  - Gattung Purcellia Hansen and Sørensen, 1904. 3 Arten (Südafrika)
  - Gattung Rakaia Hirst, 1925. 22 Arten (Neuseeland, Australien)
  - Gattung Speleosiro Lawrence, 1931 mit der einzigen Art Speleosiro argasiformis Lawrence, 1931 (höhlenlebend, in Südafrika)
- Familie Stylocellidae Hansen and Sørensen, 1904
  - Gattung Stylocellus Westwood, 1874. 23 Arten (Malaysia, Indonesien, Philippinen)
- Familie Ogoveidae Shear, 1980
  - Gattung Ogovea Roewer, 1923. 2 Arten (Zentralafrika)
- Familie Neogoveidae Shear, 1980
  - Gattung Huitaca Shear, 1979 mit der einzigen Art Huitaca ventralis Shear, 1979 (Kolumbien)
  - Gattung Metagovea Rosas Costa, 1950. 3 Arten (Südamerika)

incertae sedis (vermutlich basal zu Sironidae + Stylocellidae)
- - Gattung Ankaratra Shear and Gruber, 1996 mit der einzigen Art Ankaratra franzi Shear and Gruber, 1996 (Madagaskar)
  - Gattung Marwe Shear, 1985 mit der einzigen Art Marwe coarctata Shear, 1985 (höhlenlebend, in Kenia)
  - Gattung Shearogovea Giribet, 2011 mit der einzigen Art Shearogovea mexasca (Shear, 1977) (Mexiko)[13]